# تنورة عشبية
التنورة العشبية هي زي ولباس مصنوع من طبقات من الألياف النباتية كالأعشاب والأوراق، والتي تُثبَّت حول الخصر.